# Bino Catasús
Bino Catasús, född 1962, är sedan 2008 professor i företagsekonomi, särskilt redovisning och revision, vid Stockholms universitet.
Catasús disputerade 2001 med en avhandling om miljö, miljöredovisning och organisering. Hans forskning har sedan dess behandlat olika frågor, såsom intellektuellt kapital, styrning av statliga myndigheter, redovisning, kreditgivning och bolagsstyrning. 